# Saint-Vaast-sur-Seulles
Saint-Vaast-sur-Seulles è un comune francese di 159 abitanti situato nel dipartimento del Calvados nella regione della Normandia.

## Storia

### Simboli
Il castello ricorda quello assediato e distrutto nel 1356 da Edoardo III d'Inghilterra di cui ora rimangono solo le rovine. L'orso è quello addomesticato da san Vedasto, vescovo di Arras. L'albero è il faggio rosso del cimitero, piantato dopo la guerra del 1870.

## Società

### Evoluzione demografica
Abitanti censiti